# مارون بغدادي
مارون بغدادي (21 يناير 1950 - 11 ديسمبر 1993) مخرج أفلام لبناني يعد أنجح مخرجي جيله اللبنانيين عالميا. عمل مع المخرج / المنتج الأمريكي فرانسيس كوبولا وقام بإخراج عدة أفلام باللغة الفرنسية حققت نجاحا في فرنسا.

## سيرته الفنية
بعام 1974 أخرج فيلما وثائقيا عن الحرب النازية بعنوان هتلر الأسطورة. عام 1975 وصل مارون بغدادي من باريس إلى بيروت وأخرج فيلمه الروائي الأول بعنوان «بيروت يا بيروت» الذي تناول موضوع الحرب رغم أن تصويره تم قبل بداية الحرب الأهلية اللبنانية. في فترة الحرب الأهلية قام بإنجاز عددا من الأفلام الوثائقية منها «تحية إلى كمال جنبلاط» (1977)، «الصمود على لسان الصامدين وفي أغانيهم وحياتهم اليومية»، «بيروت المدمرة»، «الجنوب بخير، ماذا عنك؟». عام 1978، كلفته الحكومة اللبنانية بإنجاز فيلم بمناسبة الذكرى التسعين لميلاد ميخائيل نعيمة فأخرج فيلمه «تسعون».
عام 1982 أخرج فيلمه الروائي الثاني حروب صغيرة الذي تدور أحداثه أثناء الحرب اللبنانية سنة 1975. وقد كان هذا الفيلم طريقه إلى العالمية إذ شارك في العديد من مهرجانات الأفلام العالمية أهمها مهرجان كان.
عام 1991، قدم أحد أهم أفلامه، خارج الحياة عن مصور فرنسي يختطف ويحتفظ به كرهينة أثناء الحرب في بيروت. شارك هذا الفيلم في مهرجان كان وترشح للسعفة الذهبية كما نال جائزة لجنة التحكيم.
توفي في بيروت عام 1993 بعد أن سقط من سلّم بيته ونزف حتى الموت ولم يكتشف أحد موته إلا بعد أيام.
من أقواله في مهرجان «كان» السيبمائي: «في الواقع، المشكلة مع السينما والأفلام التي أشاهدها والمؤلّفين الذين أحبهم وأثّروا على ثقافتي السينمائية، تكمن في السؤال التالي: كيف تصنع فيلماً من دون الدوران في حلقة مفرغة؟ فالفيلم هو مزيج من العمل الدؤوب والمعاناة لإنتاج عمل إبداعي. ربما يرجع ذلك إلى أنّ الأشخاص الذين يتفرغون لصناعة الأفلام ليس لديهم وقت كافٍ ليعيشوا حياتهم، فتكون السينما متجذرة في عالمهم الداخلي حتى يصلوا إلى التساؤل: متى أضع حياتي الشخصية على الشاشة أو متى وكيف تؤثر السينما على حياتي اليومية؟ هذا تداخل قويّ للغاية. لا أعلم إن كان صنّاع الأفلام وروّاد السينما اليوم، يخصّصون مساحة خاصة بهم للعيش».

## أفلامه
- كلنا للوطن (1974)
- بيروت يا بيروت (1975)
- الأكثرية الصامدة (1976)
- الجنوب بخير طمنونا عنكم (1976)
- كفركلا (1976)
- تحية لكمال جنبلاط (1977)
- تسعون (1978)
- أجمل الأمهات (1978)
- حكاية قرية وحرب (1979)
- همسات أو «حنين إلى أرض الحرب» (1980)
- حروب صغيرة (1982)
- الرجل المحجب (1987)
- لبنان بلد العسل والبخور (1988)
- مارا (1989)
- الفزاعة (1989)
- ببطء في الريح (1990)
- خارج الحياة (1991)
- فتاة الهروب (1992)

## وصلات خارجية
- مارون بغدادي على موقع IMDb (الإنجليزية)
- مارون بغدادي على موقع ألو سيني (الفرنسية)
- مارون بغدادي على موقع أول موفي (الإنجليزية)
- مارون بغدادي على موقع قاعدة بيانات الأفلام السويدية (السويدية)
- مارون بغدادي على موقع قاعدة بيانات الفيلم (الإنجليزية)
- مارون بغدادي على موقع كينوبويسك (الروسية)
- صفحته في قاعدة بيانات الأفلام
- صفحته في موقع السينما
- مارون بغدادي في ذكرى رحيله الخامسة عشرة عن جريدة المستقبل.